# Gucio zaczarowany (powieść)

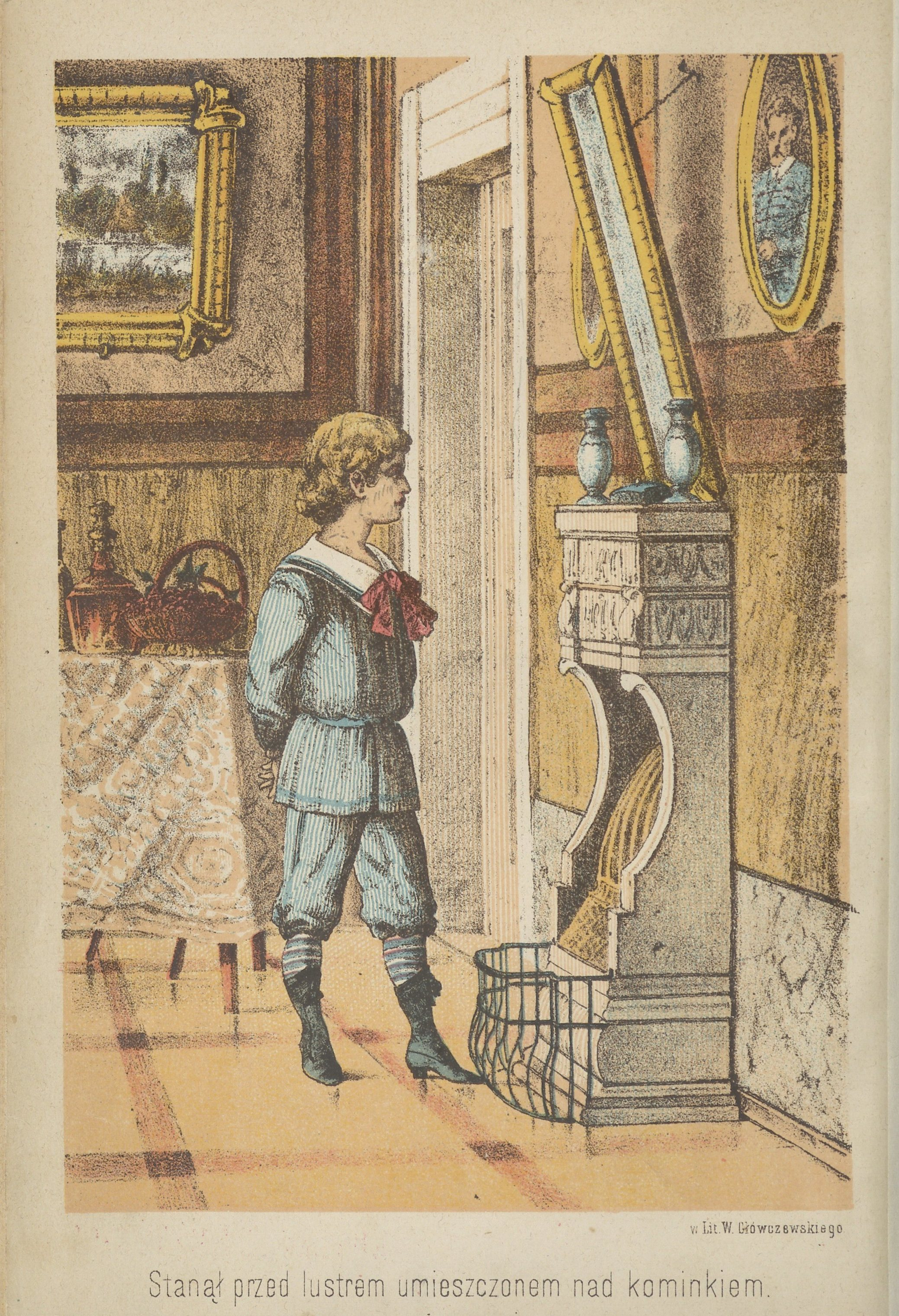
Ilustracja do Gucia zaczarowanego (rys. Czesław Borys Jankowski, wyd. 1889)

Gucio zaczarowany. Powieść dla młodszych dzieci – fantastyczno-przyrodnicza powieść dla dzieci autorstwa Zofii Urbanowskiej, wydana w 1884 roku.

## Treść
W powieści Gucio zaczarowany ukazano historię chłopca, który za swoje lenistwo został przez wróżkę ukarany przemianą w muchę. Wróżka obdarza go ponadto czerwoną czapeczką, stanowiącą znak, że jest pokutnikiem – przemienionym człowiekiem. W tej postaci, w towarzystwie innego pokutnika – Joasi, przemienionej w pszczołę, spotyka różne zwierzęta oglądając i poznając świat przyrody. I choć w końcu cała przygoda okazuje się jedynie snem, Gucio potrafi wyciągnąć naukę ze swoich przeżyć i przezwyciężyć swoje próżniactwo.

## Analiza
Utwór, prócz wymiaru dydaktycznego, ma także wymiar edukacyjny – przygody chłopca są pretekstem do opisu świata przyrody ożywionej. Jednak jego walorem, niespotykanym wcześniej w podobnych pozytywistycznych utworach, jest fantastyczna konwencja, która trafiła w gust dziecięcego czytelnika, czyniąc powieść bardzo popularną.
Według Andrzeja Niewiadowskiego i Antoniego Smuszkiewicza, autorów Leksykonu polskiej literatury fantastycznonaukowej, Gucio zaczarowany plasuje pomiędzy piśmiennictwem popularnonaukowym i „zbeletryzowanymi gawędami popularnonaukowymi” a prozą fantastyczno-przyrodniczą, uatrakcyjniającą formę przekazu; można go zaliczyć do obydwu tych nurtów, a także określić jako fantastykę baśniową. Jest jednym z tych tytułów, które przetarły szlaki dla bardziej innowacyjnych utworów skierowanych do dzieci i młodzieży, a także dla polskiej fantastyki naukowej.

## Wpływ utworu
Powieść Urbanowskiej stała się inspiracją dla wielu późniejszych utworów dla dzieci, m.in. Zosi Marudzińskiej i Wróżki Dzieciolubskiej Marii Buyno-Arctowej czy Czaru Wielkiej Sowy Marii Kędziorzyny. Motyw zmiejszanych bohaterów powrócił w polskiej literaturze kilka lat później, w Doktorze Muchołapskim Erazma Majewskiego. 
Gucio zaczarowany był lekturą dzieciństwa m.in. Jarosława Iwaszkiewicza, Aleksandra Wata czy Czesława Miłosza.
Czesław Miłosz nawiązał do utworu Urbanowskiej w jednym ze swoich wierszy, zarówno tytułem Gucio zaczarowany (jest to jednocześnie tytuł całego zbioru poezji Miłosza wydanego w 1964 roku przez paryski Instytut Literacki), jak i treścią:

Gucio, niegrzeczny chłopczyk, został zamieniony w muchę.
Mył się według obrządku much pod skałą cukru
I prostopadle biegał po jaskiniach sera.
Leciał przez okno w jarzący się ogród.

Poeta napisał także przedmowę do pierwszego powojennego wydania powieści.
Na znajomość powieści Urbanowskiej wskazuje także wiersz Tadeusza Różewicza Myrmekologia, noszący podtytuł dalszy ciąg bajki o Guciu zaczarowanym i będący być może repliką na wiersz Miłosza.

## Adaptacje
Gucio zaczarowany Urbanowskiej miał kilka adaptacji scenicznych, m.in. w Teatrze Telewizji (1997, reż. Tadeusz Arciuch, w roli Wróżki Grażyna Wolszczak) oraz szczecińskim Teatrze Lalek Pleciuga (2001).